# Asteroide di tipo F
Gli asteroidi di tipo F sono un raggruppamento nella classificazione spettrale degli asteroidi. Sono un tipo relativamente non comune di asteroidi carboniosi, facenti parte del gruppo C.

## Caratteristiche
In generale sono simili agli asteroidi di tipo B, ma difettano dell'assorbimento dell'acqua a 3 μm, tipico dei minerali idrati, e si differenziano nella parte bassa dello spettro dell'ultravioletto, al di sotto dei 0,4 μm. Utilizzando il metodo di classificazione SMASS, gli asteroidi di tipo F e gli asteroidi di tipo B sono indistinguibili, per cui vengono entrambi catalogati come asteroidi di tipo B.  